# Veronanguilla ruffoi
Veronanguilla ruffoi (Blot, 1978) è un pesce osseo estinto, appartenente agli anguilliformi. Visse nell'Eocene medio (circa 48 - 50 milioni di anni fa) e i loro resti fossili sono stati ritrovati in Italia, nel famoso giacimento di Monte Bolca.

## Descrizione
Questo pesce era di piccole o medie dimensioni, e solitamente non superava la lunghezza di 30 centimetri. Il corpo era molto sottile e allungato, simile a quello di un’anguilla attuale. La testa era stretta, gli occhi erano piccoli e il muso appuntito. L’apertura boccale era insolitamente profonda. La pinna dorsale era bassa e allungata, e si dipartiva da circa metà del dorso per poi proseguire fino a quella caudale, con la quale si univa. La pinna anale, leggermente più arretrata (iniziava dalla zona dell’addome), era egualmente bassa e lunga e anch’essa unita alla caudale. Quest’ultima era ampia e di forma arrotondata, al contrario di forme simili quali Anguilloides branchiostegalis. Non vi erano pinne pelviche e quelle pettorali erano piccole.

## Classificazione
Veronanguilla ruffoi venne descritto per la prima volta da Blot nel 1978, sulla base di resti fossili ottimamente conservati e rinvenuti nella ben nota Pesciara di Bolca, in provincia di Verona. Veronanguilla, insieme all’assai simile Anguilloides (rinvenuto nello stesso giacimento) fa parte di una radiazione di anguilliformi arcaici diffusi nell’Eocene, gli Anguilloididae, dalle affinità incerte.

## Paleoecologia
Veronanguilla doveva essere un attivo predatore, che probabilmente si nutriva di pesci più piccoli, di crostacei o di altri animali che venivano catturati nelle basse acque delle lagune tropicali eoceniche.